# Sándor Szokolay

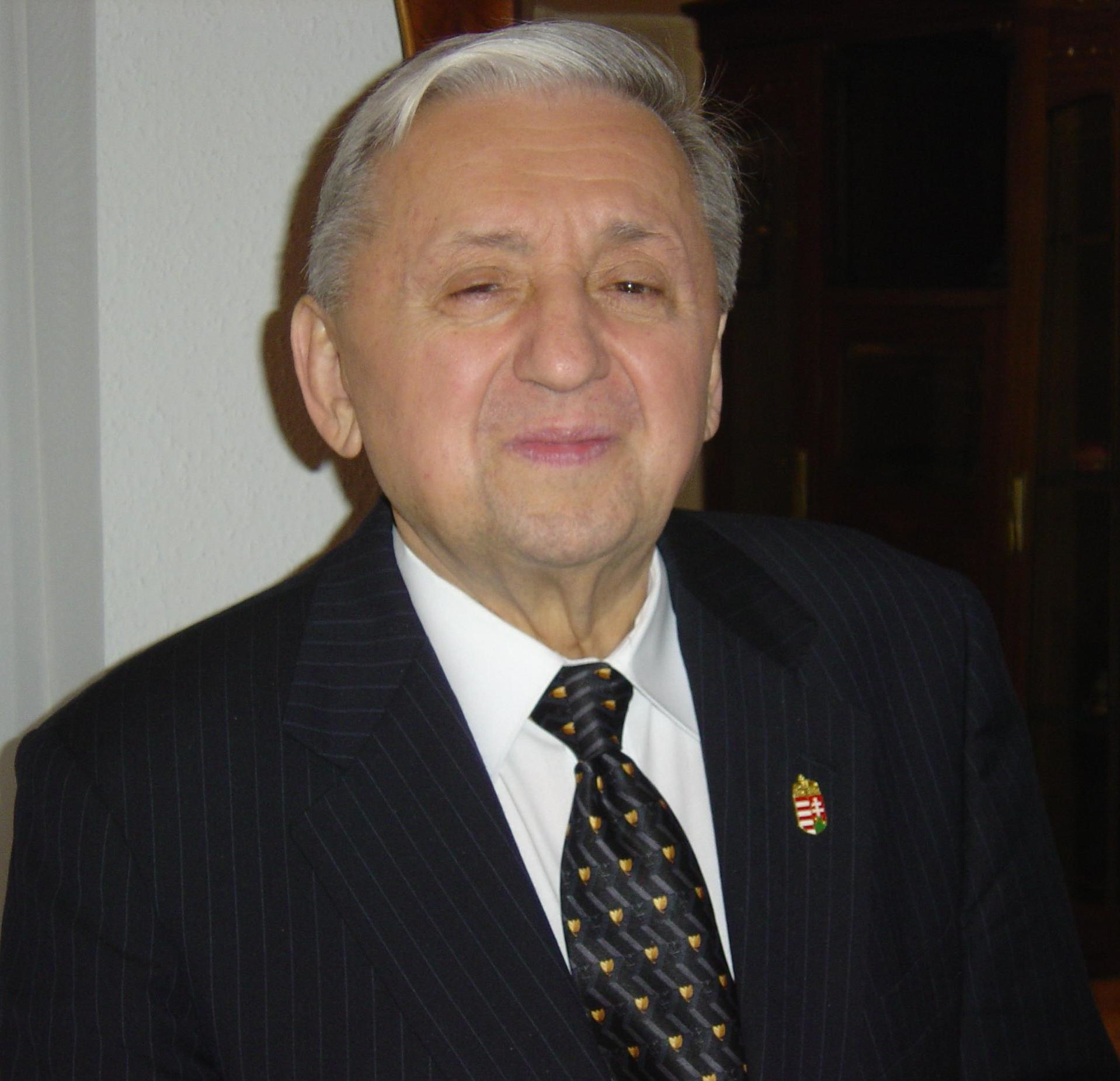
Sándor Szokolay, 2008 (Foto: Orsolya Szokolay)

Sándor Szokolay [ˈʃaːndor ˈsokolɒ.i] (* 30. März 1931 in Kunágota; † 8. Dezember 2013 in Sopron) war ein ungarischer Komponist.

## Werdegang
Szokolay wurde in eine Musiker-Familie hineingeboren, begann früh Musik zu studieren und setzte seine Studien von 1947 bis 1950 an der Musikschule in Békéstarhos fort, die Kodálys Ideen folgte. Szokolay studierte von 1950 bis 1957 an der Musikakademie Budapest bei Ferenc Szabó und Ferenc Farkas. Er unterrichtete an der Musikschule von Radio Budapest und wurde 1966 Professor für Komposition und Kontrapunkt an der Musikhochschule. Er komponierte u. a. mehrere Opern, drei Ballette, ein Klavier-, ein Violin- und ein Trompetenkonzert, zwei Oratorien und ein Requiem zum Gedenken an Francis Poulenc. Sein Sohn Balázs Szokolay wurde als Pianist bekannt.
Bis zu seinem Ruhestand 1994 lebte er in Sopron in der Nähe des Neusiedler Sees. Für sein Schaffen erhielt er unter anderem zwei Erkel-Preise, den Kossuth-Preis (1966) für die Oper Vérnász („Bluthochzeit“) und den Bartók-Pásztory-Preis (1987).

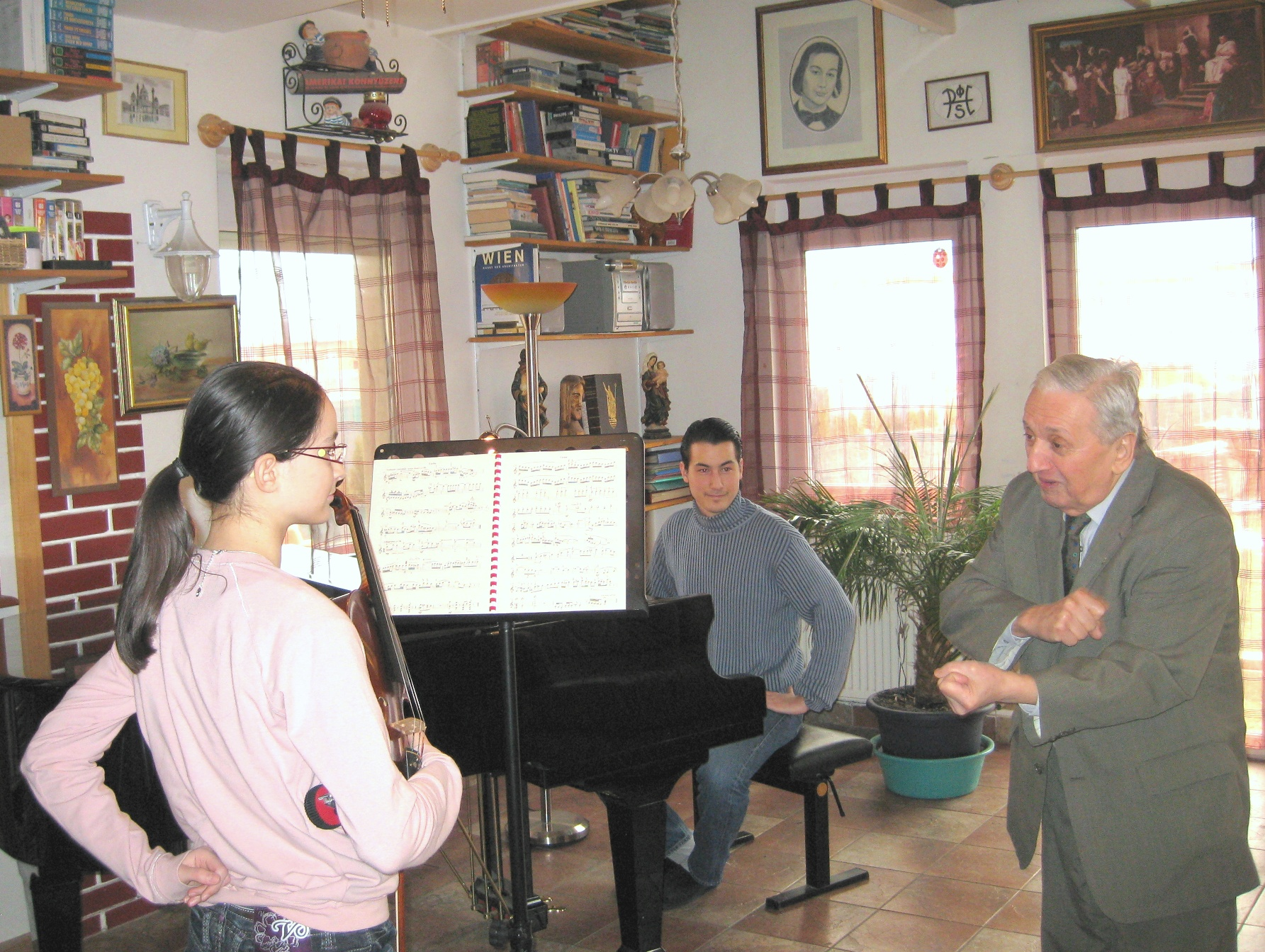
Sándor Szokolay probt mit dem Huszti-Duo Vienna, 2009

Von Anfang an komponierte Szokolay Werke für junge Musiker, indem er seine Ansprüche als junger Komponist mit denen junger Interpreten oder Zuhörer verband. In den späten 1950er Jahren komponierte er einige Instrumentalwerke, insbesondere eine Sonate für Violine solo und Konzerte für Klavier und Violine, bald jedoch legte er seinen Schwerpunkt auf Vokalmusik und dramatische Musik. Er erzielte einen eindrucksvollen Erfolg mit dem Oratorium A Tűz márciusa (Feuriger März 1957–58), in dem er revolutionäre Gedichte von Endre Ady vertonte. Denselben leidenschaftlichen Ton und ein ähnlich ideologisches Engagement zeichnen sein Ein-Akt-Ballett Az iszonyat balladája („Ballade des Greuels“, 1960) aus, dessen Thema aus dem Zweiten Weltkrieg stammt.
Eines seiner größten Werke ist die Oper Bluthochzeit (1962–64), die auf Lorcas Schauspiel basiert. Die dunkle und dichte Atmosphäre des Dramas kommt in der Oper eindrucksvoll zur Geltung. Nach der Premiere in Budapest wurde die Oper schnell von Opernhäusern in Wuppertal, Zagreb, Košice, Brünn, Helsinki und Tallinn übernommen. Seine zweite Oper Hamlet markiert eine klare Wende auf seinem kreativen Weg. Nach den fesselnden und beinahe brutalen Effekten in der Bluthochzeit sah er es als notwendig an nach einem introvertierteren Stil zu suchen. Szokolays wahre Stärken sind sichtbar in seinen kühnen Bildern und der ungebändigten dynamischen Kraft seiner Musik. Nach der Oper Samson (1971–73) legte er eine 10-jährige Pause ein, bevor er mit Ecce homo ein weiteres Werk dieser Gattung vorlegte. Zwischen 1973 und 1983 schuf er neben einigen Instrumentalwerken eine Anzahl von Oratorien und anderen Vokalwerken.
Nach Ecce homo erneuerte sich Szokolays Stil: Er orientierte sich mehr an Volksmusik und gregorianischem Gesang, rang darum, Tonalität und Melodie zu erhalten und komponierte weiterhin reich verzierte Vokalmusik. In der letzten Periode seines Schaffens konzentrierte sich Szokolay auf Dinge wie Natur, Licht, Spiel und Vertrauen. Die Probleme, als Ungar eine nationale Identität zu finden, spielten eine zunehmende Rolle bei seiner Themenwahl. Ende der 1990er Jahre schrieb er drei Sinfonien, womit er sein Lebenswerk mit einem neuen Genre bereicherte.
Szokolays Werke wurden auch in mehreren ungarischen Filmen verwendet:
- Alba Regia … bitte kommen
- Goldene Drachen
- Gute Partie
- Sternenauge

## Werke
- Orbán és az ördög („Urban und der Teufel“), Ballett, 1958
- Az iszonyat balladája („Ballade des Greuels“), Ballett, 1960
- Vérnász („Bluthochzeit“), Oper nach Federico García Lorca, 1962–1964
- Deploration, 1964
- Requiem für Poulenc, 1964
- Hamlet, Oper nach William Shakespeare, 1965–1968
- Ekstase, Ballett, 1970
- Az áldozat („Das Opfer“), Ballett, 1970–1971
- Sámson, Oper, 1971–1973
- Hommage à Kodály, 1975
- Csalóka Péter, Oper, 1978
- Ecce homo, Oper, 1984
- Missa pannonica, a-cappella-Messe, 1985
- Szávitri, Oper, 1989